# Šmihel pri Žužemberku
Šmihel pri Žužemberku este o localitate din comuna Žužemberk, Slovenia, cu o populație de 110 locuitori.